# لافکادیو: شیری که جواب گلوله را با گلوله داد
لافْکادیو، شیری که جواب گلوله را با گلوله داد (به انگلیسی: Lafcadio: The Lion Who Shot Back) کتاب داستانی نوشتهٔ شل سیلورستاین و مناسب برای گروه سنی کودکان ۱۰ تا ۱۲ ساله است.
شخصیتی به نام «عمو شِلْبی» روایتگرِ داستان است، و در نسخهٔ صوتی، خودِ سیلوراستاین روایت را بر عهده دارد.

## موضوع کتاب
لافکادیو نام یک شیر است که از دنیای حیوانات دل می‌کَنَد و به اجتماع انسان‌ها می‌آید؛ مثل انسان‌ها لباس می‌پوشد و غذا می‌خورَد؛ اما پس از مدتی، در برزخ بین انسان یا شیر بودن گرفتار می‌شود و….

## تحلیل کتاب
داستان لافکادیو با موضوع ازخودبیگانگی و کشف هویت واقعی و درون‌مایهٔ روان‌شناختی ـ جامعه‌شناختی، با بیان خودمانی و طنز سیلوراستاین، داستانی باورپذیر است. تصاویر کتاب با خطوط سیاه‌قلم و چیره‌دستی در بیان محتوای طنز، به شکل کاریکاتور، از ساده‌ترین و هنرمندانه‌ترین تصاویر سیلوراستاین است. تصویر روی جلد، ظاهرِ رقت‌بارِ شیر درمانده‌ای را نشان می‌دهد و بیننده را برای همدردی با او آماده می‌کند. این کتاب برانگیزندهٔ مخاطب برای دریافت و درک وضعیت‌های بغرنج زندگی است.